# Навичелло
Навичелло — традиционное тосканское парусное судно для плавания между Синьей и Пизой, а с 1603 года — и Ливорно.

## Описание
Небольшое тосканское плоскодонное парусное судно, оснащенное одной или двумя мачтами и используемое для речного судоходства.
Первоначально корпус имел квадратную корму. Только в первой половине XIX века был принят новый тип корпуса с клиновидной кормой, очень похожий на корпус тартаны, что было обусловлено специализацией на перевозке мрамора.
Максимальная грузоподъемность судна составляла 10 тонн. Длина составляла от 9 до 11 метров, осадка — от 0,6 до 0,9 метра, максимальная ширина — 2,34 метра. Суда могли быть оснащаться двумя мачтами: большей с латинским парусом и меньшей с рангоутным. Фок-мачта располагалась почти на носу и была сильно наклонена вперед. На ней был установлен трапециевидный парус, поднимаемый с помощью корзин, натянутых фалом, прикрепленным к блоку на «голове» грот-мачты. Высоко над странным трапециевидным парусом был поднят еще один, треугольной формы, прикрепленный на носу к фок-мачте, а на корме почти у верхушки мачты с помощью двух специальных фалов. На этой же фок-мачте был установлен кливер, который был замурован на носу на соответствующем кливер-гике. Грот-мачта находилась немного впереди центра судна и несла гафельный парус, то есть гафельный парус без гика и рангоута. Для улучшения ходовых качеств при движении по ветру можно было поднять большой кливер, закрепленный сбоку на гике.

## Экипаж
Экипаж составлял от 2 до 6 человек. Помимо капитана и помощника, были также «бардотти», или матросы, чьей задачей во время путешествия во Флоренцию было расположиться на берегу и тянуть судно против течения с помощью каната, называемого «альзайя». Навигация на отдельных участках реки также осуществлялась с помощью «станги» — деревянного шеста, врытого в русло реки и использовавшегося для продвижения судна вперед.
Судно использовалось для перевозки людей и грузов до начала XX века. Речной транспорт находился в кризисе с середины XIX века из-за появлением железных дорог. Он был окончательно заброшен в XX столетии из-за широкого распространения автомобильного транспорта.

## В наши дни
В Кальчиная (Пиза) ежегодно проводятся гонки между навичелло по случаю местной исторической регаты, которая традиционно проводится с середины XIX века. В Кальчиная издаётся информационное периодическое издание муниципальной администрации «Il Navicello», которое распространяется бесплатно среди жителей.